# Gymnocalycium uruguayense
Gymnocalycium uruguayense är en kaktusväxtart som först beskrevs av José Arechavaleta, och fick sitt nu gällande namn av Nathaniel Lord Britton och Joseph Nelson Rose. Gymnocalycium uruguayense ingår i släktet Gymnocalycium och familjen kaktusväxter. Inga underarter finns listade i Catalogue of Life.

## Bildgalleri

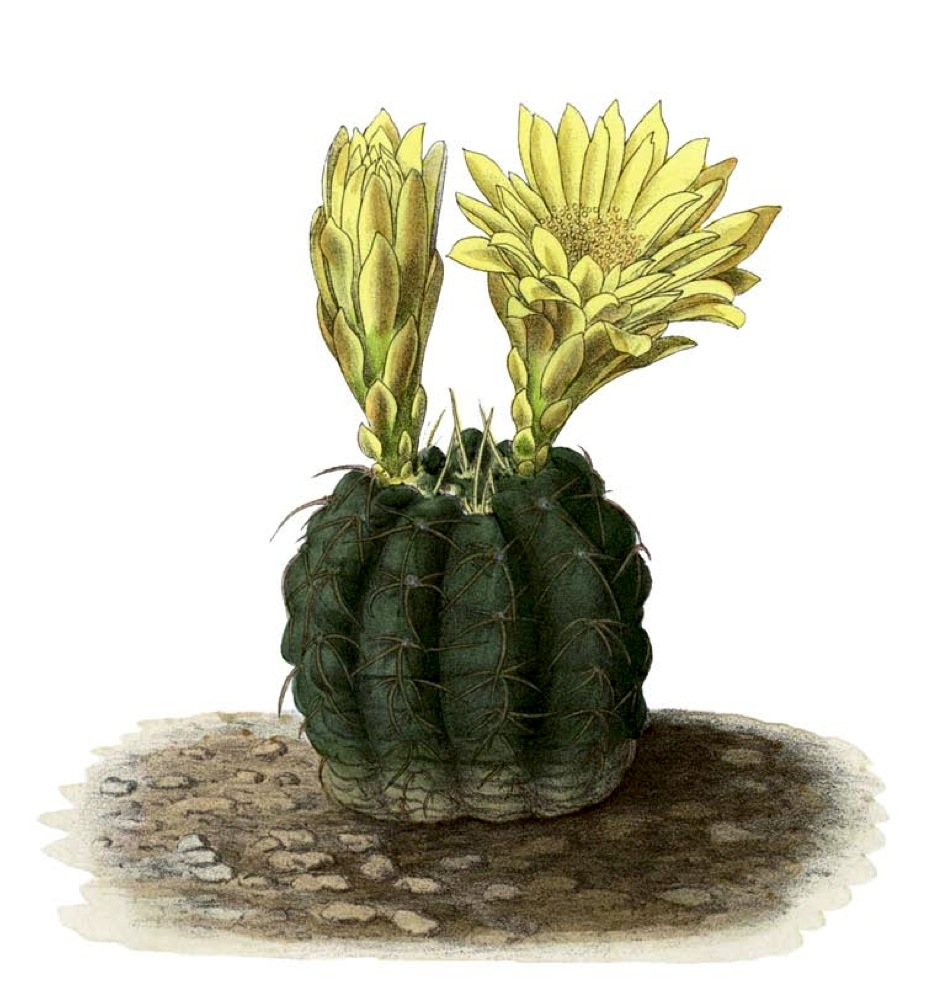
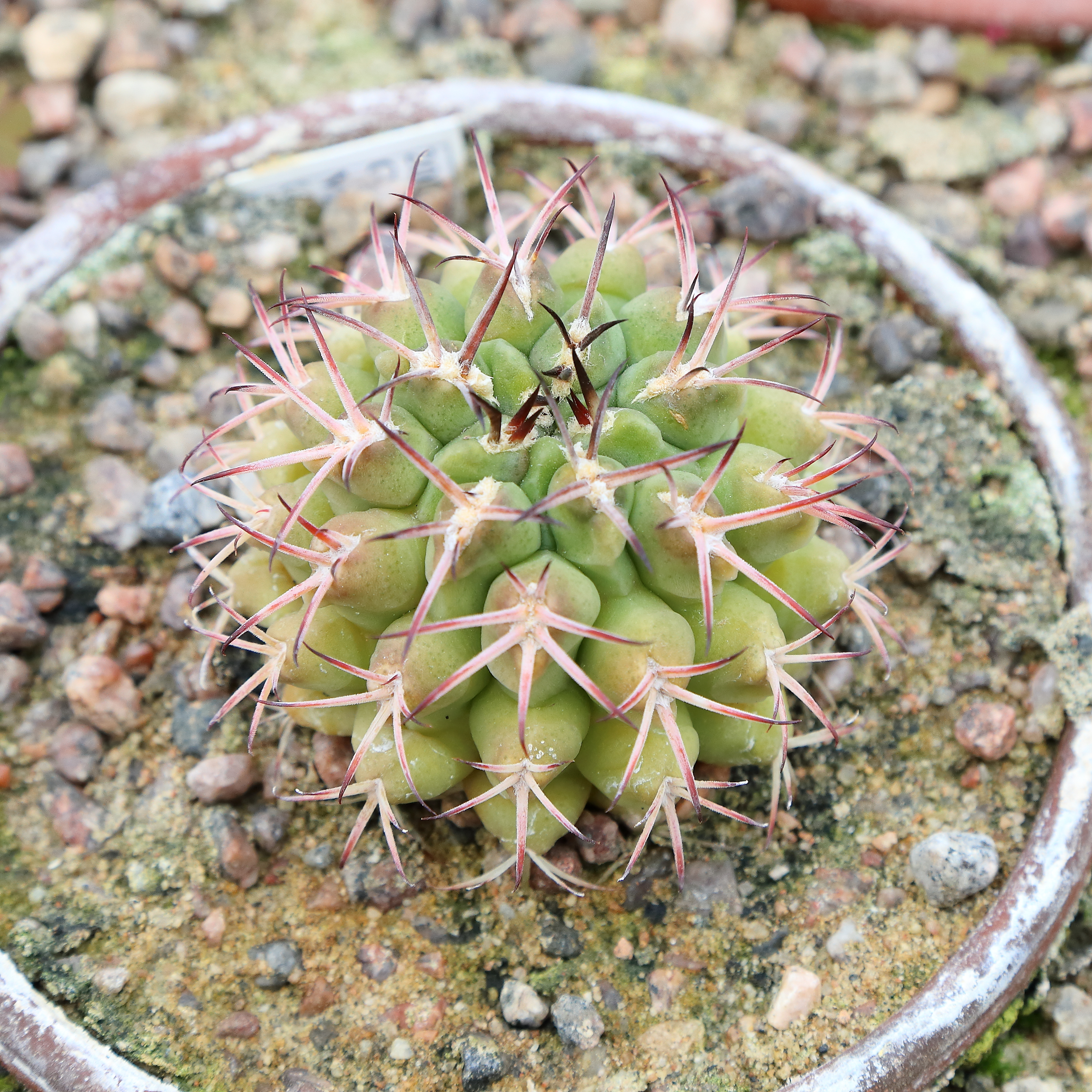
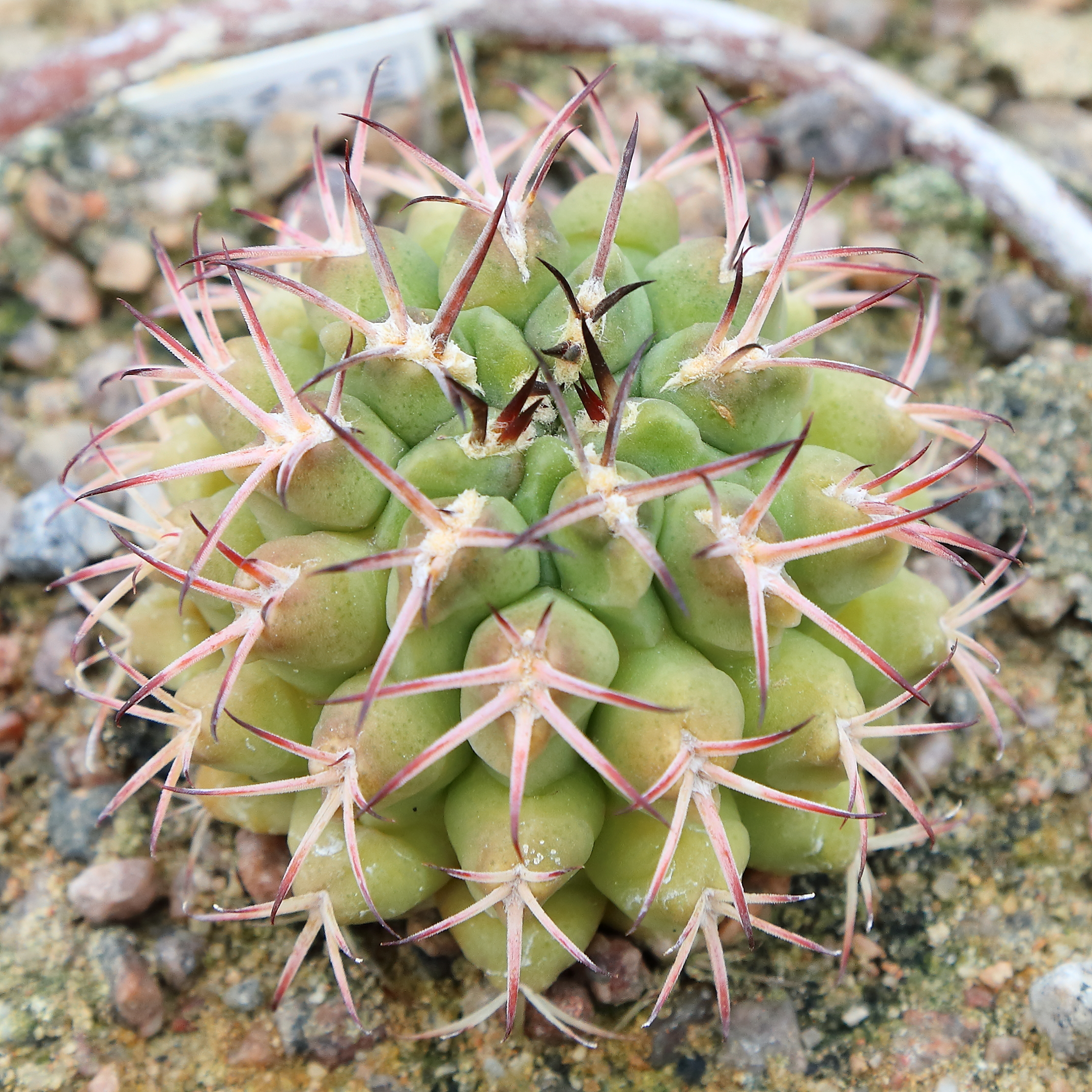
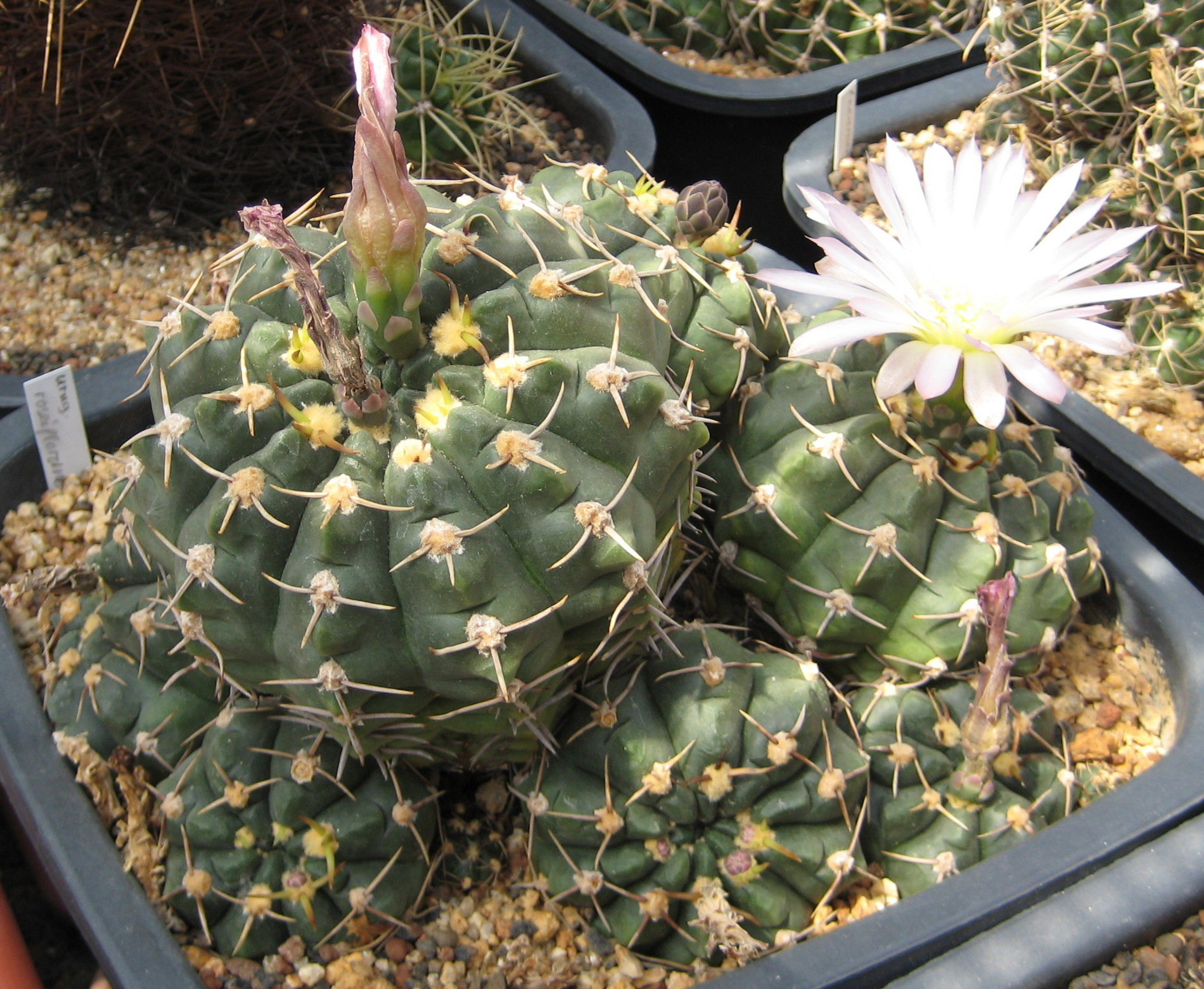